# منتخب كندا للكريكت للسيدات
منتخب كندا للكريكت للسيدات (بالإنجليزية: Canada women's national cricket team)‏ هو ممثل كندا الرسمي في المنافسات الدولية في الكريكت للسيدات .